# Bruno Liebrucks
Bruno Liebrucks (* 12. Oktober 1911 in Budupönen, Kreis Ragnit, Ostpreußen; † 15. Januar 1986 in Frankfurt am Main) war ein deutscher Philosoph und Hochschullehrer.

## Leben
Liebrucks war der Sohn eines Volksschullehrers. Er besuchte die humanistischen Gymnasien in Tilsit und Insterburg. Im Anschluss studierte er an der Albertus-Universität (genannt auch Albertina) in Königsberg Germanistik, Geschichte, Theologie und Philosophie. Während des Studiums verbrachte er ein Semester in München, wo er unter anderem bei dem „Rassenhygieniker“ Fritz Lenz, aber auch Meereskunde, über Thomas Mann und bei Kurt Huber zur Kritik der Urteilskraft hörte sowie eine Italienexkursion unternahm.
Am 7. Juli 1933 wurde Liebrucks in Königsberg bei Albert Goedeckemeyer über Probleme der Subjekt-Objekt-Relation (u. a.) bei Kant zum Dr. phil. promoviert. Die Dissertation wurde mit dem Kant-Preis der Stadt Königsberg ausgezeichnet. Von Mai 1933 bis 1936 war er an der Universität Königsberg dann Assistent bei Hans Heyse, der als Nachfolger von Georg Misch nach Göttingen ging und dem er, nachdem er 1936 aus politischen Gründen entlassen worden war, 1937 folgte. Liebrucks trat am 28. Juni 1933 in die SA ein, wo er als Rottenführer der SA-Standarte 1, Sturm 54/1 tätig war. Zudem war er in Königsberg in Fachschaftslagern des NSDStB aktiv. Als Assistent arbeitete er an einem von Heyse veranstalteten Wissenschaftslager an der Albertina. Ein Bruch in seiner Karriere entstand 1936, als er einen Aufruf zugunsten des Germanisten Paul Hankamer unterzeichnete, dessen Vorlesungen immer wieder durch nationalsozialistische Studenten gestört wurden, weil sie Hankamer der Katholischen Aktion zurechneten. Die NSDAP reagierte, indem sie ihn aus der SA ausschloss und sein Stipendium strich. 1936/37 leistete Liebrucks seinen Militärdienst. Im Mai 1937 gab der Stabschef der SA, Viktor Lutze, der Beschwerde Liebrucks statt mit der Auflage, „sich voll und ganz zu den Auffassungen des NSDStB zu bekennen und danach zu handeln.“ Am 2. August 1937 beantragte Liebrucks die Aufnahme in die NSDAP und wurde rückwirkend zum 1. Mai desselben Jahres aufgenommen (Mitgliedsnummer 4.860.585).
1938 wechselte Liebrucks zu Alfred Baeumler nach Berlin, wo er seinen Unterhalt teilweise mit Lateinstunden verdiente. Über den Grund des Wechsels liegen keine Informationen vor. Seine Arbeiten für die Habilitation hatte Liebrucks mit einer Untersuchung über den Unterschied des antiken und modernen Wirklichkeitsbewusstseins mit dem Titel Das Problem der Seele in der Zeit von Plato bis Augustinus bei Heyse begonnen. In seinem DFG-Antrag für ein neues Stipendium veränderte er das Thema als eine Untersuchung zur „Klärung des Unterschiedes des nordisch-griechischen Welt- und Wirklichkeitsverständnisses“, wobei er durch die „geistige Manifestation einer uns rassisch verwandten Haltung“ zur Auseinandersetzung des Nationalsozialismus mit den „überstaatlichen und internationalen Mächten“ beitragen wolle. Neben Baeumler befürworteten die Förderung auch der Rassenideologe Hans F. K. Günther sowie der Historiker Wilhelm Weber, der ihm bescheinigte, „daß ein junger Philosoph sich für die anthropologisch-rassische Fundierung seiner Gedanken interessiert.“ Trotzdem wurde der Antrag zunächst abgelehnt, bis Liebrucks auch noch eine positive Stellungnahme des Dozentenbundes erhielt. Im März 1939 wurde er von Baeumler zur Tagung der NS-Philosophen auf Schloss Buderose bei Guben eingeladen. Das neue 1939 zugesagte Stipendium konnte er nur kurze Zeit nutzen, da er mit Beginn des Krieges zum Militärdienst eingezogen wurde. Baeumler kündigte zwar 1940 eine neue Interpretation Platons an, doch die Fertigstellung der Arbeit verzögerte sich. Nach Angaben Liebrucks waren seine sämtlichen Unterlagen einschließlich umfangreicher Übersetzungen zu Platons Dialogen während des Krieges vollständig verloren gegangen. Im Jahr 1943 erhielt er einen dreimonatigen Habilitationsurlaub, in dem er eine wesentlich verkürzte Fassung seiner ursprünglich geplanten Arbeit mit dem Titel Über das Problem des Eleatismus bei Platon erstellte. Erstgutachter zu dieser Arbeit über die Dialoge Parmenides und Sophistes war Nicolai Hartmann, zu dem er schnell einen guten Zugang fand. Zur Prüfungskommission, die ihm in Berlin 1943 die Venia legendi erteilte, gehörten Hermann Grapow und Wolfgang Schadewaldt. Nach einer schweren Verletzung endete die Militärzeit im Mai 1944.
Von 1946 bis 1950 lehrte Liebrucks als Privatdozent an der Universität Göttingen, 1949 auch an der Universität Köln. Nach dem Tode Hartmanns holte ihn Heinz Heimsoeth als nichtbeamteten außerplanmäßigen Professor 1950 nach Köln. Ab 1952 hatte er einen besoldeten Lehrauftrag („Diätendozentur“).
Im Jahr 1959 erhielt er ein Ordinariat für Philosophie an der Johann Wolfgang Goethe-Universität in Frankfurt am Main und war bis zu seiner Emeritierung Direktor des philosophischen Seminars. Zu seinen Schülern gehören der bekannte Bonner Sprachphilosoph Josef Simon, Heinz Röttges und die Ästhetikspezialistin Brigitte Scheer. Liebrucks war Mitglied der wissenschaftlichen Gesellschaft zu Frankfurt am Main.
Bruno Liebrucks war verheiratet. Sein Sohn Edgar Liebrucks war Strafverteidiger in Frankfurt am Main.

## Lehre
Bruno Liebrucks hat in seiner Habilitation eine Entwicklung in Platons Denken von der eleatischen Starre in den frühen Schriften zu einer dialektischen Vorgehensweise im Spätwerk postuliert.
Die Dialektik und die in ihr liegende Logik ist auch ein wichtiger methodischer Ansatz in Liebrucks Nachkriegsphilosophie, in der er sich stark an Hegel anlehnte. In seiner Philosophie entwickelte er kein eigenes System, hat aber in der Sprache einen eigenen systematischen Ansatz gefunden. Liebrucks versuchte, entlang der Sprache den menschlichen Weltumgang und die Wirklichkeit in philosophische Gedanken zu fassen. Der Rahmen seiner Untersuchungen reicht dabei vom Mythos bis zur modernen analytischen Philosophie.
In seinem mehrbändigen Hauptwerk Sprache und Bewußtsein (1964 bis 1979) hat er das Problem der Sprache und der dialektischen Logik auf breiter Basis unter systematischen und historischen Aspekten untersucht. Er kommentierte zunächst im Einleitungsband eine Reihe von Sprachphilosophen wie Vico, Herder, Hamann, Cassirer und Gehlen bis hin zu Karl Bühler, dann in einem einzelnen Band Wilhelm von Humboldt. Es folgte die Auseinandersetzung mit Kants Kritik der praktischen Vernunft und der Kritik der Urteilskraft sowie der Rechtsphilosophie Hegels. Die Frage der transzendentalen Logik Kants steht im Mittelpunkt des vierten Bandes. Bei Kant sah Liebrucks eine erste Revolution der Denkart, die in einer zweiten Revolution in Hegels Philosophie fortgesetzt wurde, der der fünfte Band gewidmet ist. Hegels Logik kommentierte Liebrucks in drei Teilbänden, die den sechsten Band des Hauptwerks bilden. Der Abschlussband stellt das Wort „und“ sowie Hölderlin in den Fokus.
Sprache ist das Medium, durch dessen Vermittlung der Mensch der Welt begegnet. Eine unmittelbare, von der Sprache abgelöste Begegnung mit der Wirklichkeit gibt es nicht. Sprache ist ein dialektisches Phänomen: „Im täglichen Sprachgebrauch haben wir nicht auf der einen Seite das Phänomen der deutschen Sprache als eines objektiven Gebildes und dann eines zweiten Phänomen des sich in dieser Sprache bewegenden Subjekts, sondern indem der hörende Partner im inneren Sprechen das Gesagte miterzeugt, ist das Phänomen des Sprachgeschehens aller nur im ‚Begriff‘ und nicht in der Wirklichkeit getrennten Seiten.“ Die Erlebnisseite der Sprache ist Gegenstand der Sprachpsychologie, die lexikalisch-grammatische Struktur der Linguistik und die künstlerischen Ausdrucksformen der Literaturwissenschaft. Die Philosophie fragt hingegen nach der Rolle und dem Einfluss der Sprache auf das Wesen des Menschen.
Indem der Mensch sich intentional mit der Sprache auf die Welt bezieht, stellt er eine Beziehung zu sich selbst her, das heißt, er kann über die Welt nichts ohne Bezug zu sich selbst aussprechen. Und insoweit der Mensch die Sprache selbst zum Gegenstand seines Sprechens macht, stellt er einen Selbstbezug der Sprache zu ihr selbst her. „In dem Masse, in dem Sprache und Bewußtsein sich als Ineinander beider Seiten begreifen, können sie – wir sagen nicht mit Hegel, den Massstab – aber den Aufweis ihrer lebendigen und geschichtlichen Struktur in sich finden.“
Der vermittelte Zugang zur Wirklichkeit durch die Sprache bedeutet, dass menschliche Erkenntnis durch die Sprache bestimmt ist. „Das strukturbildende Movens aller menschlichen Erkenntnis heißt Sprache. Diese hat ihre Bewegung in dem, was Kant Subreption, Erschleichung, genannt hat.“
Sprache ist Medium der Kommunikation und enthält jeweils etwas von dem Aussagenden, etwas von dem Angesprochenen und etwas von der besprochenen Sache (dreifache Relation von Sender, Empfänger und Sachverhalt nach Bühler). Nur im Zusammenerfassen dieser dreifachen Beziehung ist die Struktur von Sprache erfassbar. Bäume und Regen können den Menschen nichts lehren (Sokrates im Kratylos). Bedeutung über das Zeichenhafte hinaus entsteht erst in der Dreistrahligkeit der semantischen Sprachrelation.
Es gehört zum Wesen der Sprache, dass man dieses nicht direkt aussprechen, sondern nur mühsam umschreiben kann. Dies beinhaltet, dass man das einzelne Konkrete nur umschreiben und durch die Abstraktion im Begriff ansprechen kann. Ohne das universale Moment der Sprache, das in der Abstraktion liegt, wäre eine Verständigung nicht möglich, da der Versuch einer Darstellung eines Augenblicks der Wirklichkeit nicht die Beschränkung durch die Wirklichkeit überwinden könnte. Die Zeichenhaftigkeit der Sprache bedeutet zugleich, dass alles Reden metaphorisch ist und dies ist der Grund für die Fruchtbarkeit von Sprache.

## Veröffentlichungen (Auswahl)
- Probleme der Subjekt-Objektrelation. Philosophische Dissertation, Königsberg 1933.
- Platons Entwicklung zur Dialektik. Untersuchungen zum Problem des Eleatismus. Klostermann, Frankfurt a. M. 1949; zugleich Habilitationsschrift, Berlin 1943.
- Sprache und Bewußtsein. Band 1–5, 6,1–6,3 und 7. Akademische Verlags-Gesellschaft, Frankfurt (Bände 1–5) und Lang, Bände 6 und 7, 1964–1979.
- Erkenntnis und Dialektik. Nijhoff, Den Haag 1972. (Aufsatzsammlung)
- Von der Koexistenz zum Frieden. 1972/1973.
- Wissenschaftlicher Weltumgang und Entsprachlichung. 1974.
- Sprache und Kunst. 1975.
- Das nicht automatische Denken. 1975.
- Bruno Liebrucks. In: Ludwig Pongratz (Hrsg.): Philosophie in Selbstdarstellungen. 3 Bände. Meiner, Hamburg 1975–1977, Band 2.
- Selbstbewußtsein und Selbsterkenntnis bei Kant. 1976.
- Drei Revolutionen der Denkart. 1977.
- Sprache und Metaphysik. 1977.
- Mythos und Freiheit bei Friedrich Hölderlin. 1977.
- Irrationaler Logos und rationaler Mythos. Königshausen & Neumann, Würzburg 1982. (Aufsatzsammlung)